# 조지프 코튼
조지프 체셔 코튼 주니어(영어: Joseph Cheshire Cotten Jr., 1905년 5월 15일 ~ 1994년 2월 6일)는 미국의 배우이다.

## 출연 작품
- 딜루전 (1981)
- 더 서바이버 (1981)
- 영구차 (1980)
- 천국의 문 (1980)
- 어느날 갑자기 (1979)
- 썸딩 웨이츠 인 더 다크 (1979)
- 꿈꾸는 낙원 (1978)
- 풍운의 캐러밴 (1978)
- 미합중국 최후의 날 (1977)
- 에어포트 77 (1977)
- 어둠 속의 속삭임 (1976)
- 램보 (1975)
- 거짓의 F (1975)
- 미량 천칭 (1973)
- 소일렌트 그린 (1973)
- 바론 블러드 (1972)
- 여자 프랑켄슈타인 (1971)
- 복수의 화신 닥터 파이브스 (1971)
- 도라 도라 도라 (1970)
- 해저군함 2 (1969)
- 비밀지령 (1968)
- 아이언 사이드 (1967)
- 다이아몬드 사나이 (1967)
- 서부의 무법자 (1966)
- 더 그레이트 수 매서커 (1965)
- 허쉬...허쉬, 스윗 샤롯 (1964)
- 헐리우드 앤 더 스타스 (1963)
- 마지막 일몰 (1961)
- 지구에서 달까지 (1958)
- 검은함정 (1958)
- 킬러 풀려나다 (1956)
- 보텀 오브 더 보틀 (1956)
- 나이아가라 (1953)
- 와일드 하트 (1952)
- 오델로 (1952)
- 북경 익스프레스 (1951)
- 여수(영어판) (1950)
- 서부의 두 깃발 (1950)
- 비욘드 더 프레스트 (1949)
- 염소자리 (1949)
- 제3의 사나이 (1949)
- 제니의 초상 (1948)
- 농부의 딸 (1947)
- 백주의 결투 (1946)
- 러브 레터 (1945)
- 아윌 비 씨 유 (1944)
- 님은 가시고 (1944)
- 가스등  (1944)
- 허스 투 홀드 (1943)
- 의혹의 그림자 (1943)
- 위대한 앰버슨가 (1942)
- 공포 속의 여행 (1942)
- 시민 케인 (1941)
- 투 머치 존슨 (1938)